# Etroplus
Genre
Etroplus est un genre de poissons asiatiques de la famille des Cichlidae.

## Liste des espèces
Selon FishBase (1 février 2016) :
- Etroplus canarensis Day, 1877
- Etroplus maculatus (Bloch, 1795) - Cichlidé des Indes ; Chromide orange
- Etroplus suratensis (Bloch, 1790) - Chromide vert